# 金德拉希夫卡
49°46′0″N 37°34′52″E / 49.76667°N 37.58111°E

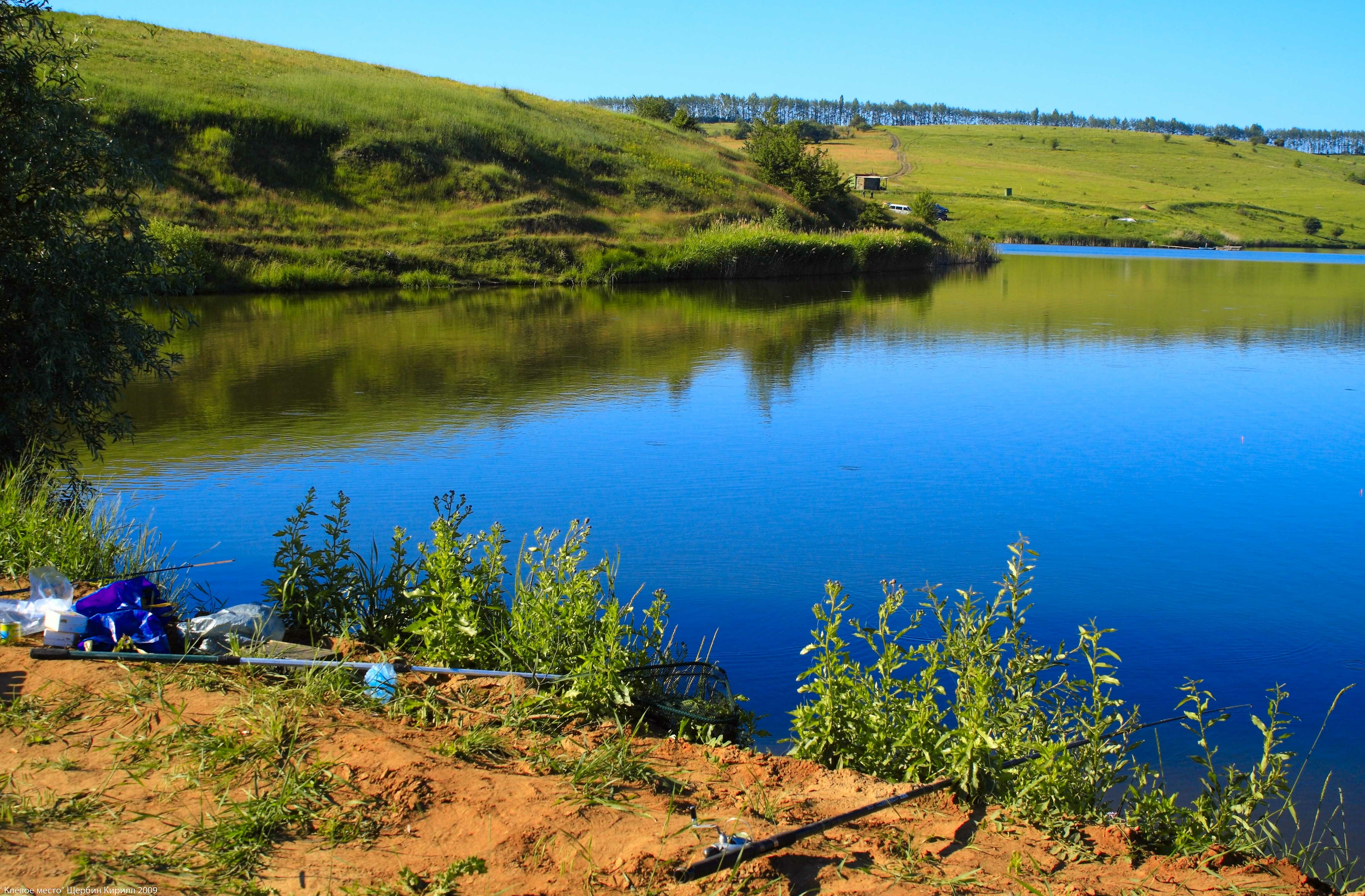
湖泊

金德拉希夫卡（烏克蘭語：Кіндрашівка）是位於烏克蘭東部的村莊，由哈爾科夫州庫皮揚斯克區的金德拉希夫卡市鎮負責管轄，並為該市鎮的行政中心。該村始建於1789年，面積1.11平方公里，海拔高度133米，2001年人口836，人口密度每平方公里735.2人。